# Thalassa (Band)
Thalassa war eine speziell für den Eurovision Song Contest formierte Pop-Rock-Band.

## Hintergrund
Die Frontleute waren Gitarrist Yiannis Valvis und Sängerin Dionisia Karoki.
Nach dem Sieg in der griechischen Vorentscheidung durften sie beim Eurovision Song Contest 1998 in Birmingham antreten. Ihr Rocksong Mia krifi evesthisia (dt.: Eine geheime Empfindlichkeit) erreichte aber nur Platz 20 von 25. Nach dem Contest löste sich die Gruppe auf.